# Clarksburg (Ohio)
Pour les articles homonymes, voir Clarksburg.
Clarksburg est un village du Comté de Ross en Ohio.
La population était de 455 habitants en 2010.
C'est le village d'où est originaire la basketteuse Cindy Noble.